# كودو (البرازيل)
كودو هي بلدية في البرازيل، تتبع مارانهاو، بلغ عدد سكانها 118,038  نسمة في 2010، تبلغ مساحتها 4,364.499 كيلومتر مربع.

## أعلام
- جوناتان فيريرا ريس
- خوسيه كارلوس موريرا
- خوسيه كارلوس ميلو
- فرانكا
- فاوستو دوس سانتوس